# Reseda luteola
La guaderella (Reseda luteola L., 1753), nota anche col nome comune di erba guada o luteola, è una pianta appartenente alla famiglia Resedaceae, originaria di Europa, Asia occidentale e Nordafrica.

## Descrizione
Alta circa un metro, con frutto a capsula e fiore piccolo e sgargiante, foglie lanceolate e fusto liscio. La pianta contiene una sostanza, detta luteolina, che agisce come colorante piuttosto potente.

## Distribuzione e habitat
Cresce spontanea in tutta Europa e predilige come habitat i muri e le macerie.

## Sinonimi
- Arkopoda luteola (L.) Raf.
- Luteola resedoides Fuss
- Luteola tinctoria Webb & Berthel.
- Reseda crispata Bertol.
- Reseda crispata Link
- Reseda dimerocarpa (Müll.Arg.) Rouy & Foucaud
- Reseda glauca Eichw.
- Reseda gussonei Boiss. & Reut.
- Reseda luteola subsp. dimerocarpa (Müll.Arg.) Abdallah & de Wit
- Reseda luteola subsp. gussonei (Boiss. & Reut.) Franco
- Reseda salicifolia Gray
- Reseda tinctoria Salisb.
- Reseda undulata Gilib.
- Reseda virescens Hornem.

## Utilizzi
Può essere coltivata per la tintura della seta o per realizzare prodotti dell'industria cosmetica.